# Expédition ziride contre les Berghouata
L'expédition ziride contre les Berghouata est une opération militaire menée en 980 ou 981 par l'émir d'Ifriqiya, Bologhine ibn Ziri, dans la région de la Tamesna, pour le compte de son suzerain le calife fatimide Al-Aziz. 

## Préliminaires
L'expédition est partie d'Ifriqiya avec six mille cavaliers d'élite, sous le commandement de Bologhine ibn Ziri. Elle soumet d'abord Sijilmassa et Fès avant de se diriger vers le Nord. Arrivée devant Ceuta, l'expédition se retrouve face à une imposante armée omeyyade qu'elle ne peut affronter, et réoriente sa campagne vers la Tamesna, fief des Berghouata.

## Déroulement
L'expédition sort victorieuse contre les Berghouata, et réduit en esclavage un grand nombre de femmes et d'enfants à destination de l'Ifriqiya. 
Pour autant, l'État Berghouata se maintient, et n'est définitivement anéanti que sous le coup des attaques almoravides plusieurs dizaines d'années plus tard.